# 10월 31일
10월 31일은 그레고리력으로 304번째(윤년일 경우 305번째) 날에 해당한다. 이 날은 10월의 마지막 날이며, 10월의 마지막 주 평일은 10월 29일 또는 30일이다.

## 사건
- 668년 - 고구려 멸망.
- 1503년 - 교황 율리오 2세, 216대 로마 교황으로 취임하다.
- 1517년 - 종교개혁기념일. 독일의 수도사 마르틴 루터가 95개 조항을 비텐베르크의 교회 정문에 붙이면서 종교 개혁이 시작되다.
- 1545년 - 일본 센고쿠 시대 가와고에 성 전투 발생하다.
- 1918년 - 헝가리가 독립하다.
- 1922년 - 베니토 무솔리니가 39세의 나이로 이탈리아의 최연소 총리에 오르다.
- 1994년 - 양주 군부대 총기 난사 사건으로 4명의 사상자가 발생했다.
- 1999년 - 이집트 항공 990편 추락 사고: 뉴욕 존 F. 케네디 국제공항을 출발해 카이로 국제공항로 가던 이집트 항공 990편이 대서양에서 추락해 승무원 14명 포함, 217명 전원이 사망하다.
- 2000년 - 싱가포르 항공 006편 추락 사고 발생.
- 2003년 - 말레이시아 마하티르 빈 모하맛 총리가 퇴임하면서.
- 2019년 - 독도에서 헬기가 추락하는 사고가 일어났다. 이 사고로 인해 7명 중 4명이 숨지고 3명이 실종된 상태이다.

## 문화
- 1883년 - 한국 근대 신문의 효시인 한성순보 창간.
- 1918년 - 동해남부선이 개통되다.
- 1941년 - 미국 거츠 보글럼과 400명의 일꾼이 러슈모어 산에 조지 워싱턴 등 4명의 미국 대통령의 두상 조각을 완성하다.
- 1980년 - 서울지하철 2호선 1단계 구간인 신설동역~종합운동장역 구간이 개통되었다.
- 2004년 - KBS의 퀴즈 탐험 신비의 세계가 20년 만에 종영되었다.
- 2005년 - 경기도 용인시 3구(수지구·기흥구·처인구) 분구.
- 2008년 - KBO 리그 KBO 한국시리즈 5차전에서 SK 와이번스가 두산 베어스를 2대 0으로 꺾고 시리즈 전적 4승 1패로 통산 2번째 우승을 달성하였다. 2007년 한국시리즈에 이은 2연패이다.
- 2011년 - KBO 리그 KBO 한국시리즈 5차전에서 삼성 라이온즈가 SK 와이번스를 1대 0으로 꺾고 시리즈 전적 4승 1패로 2006년 이후 통산 5번째 우승을 달성하였다.
- 2014년 - 평택제천고속도로의 충주 분기점-동충주 나들목 구간이 개통되었다.
- 2015년
  - 서울특별시 동작구 노량진역 환승 통로 개통.
  - 수도권 전철 경의·중앙선 야당역 개통.
  - KBO 리그 한국시리즈 5차전에서 두산 베어스가 삼성 라이온즈를 13대 2로 꺾고 시리즈 전적 4승 1패로 2001년 이후 14년만에 통산 4번째 우승을 달성하였다.
- 2016년 - 마이크로소프트에서 윈도우 7, 윈도우 8.1 판매가 중단되었다.
- 2019년 - 메이저 리그 베이스볼 월드 시리즈 7차전에서 워싱턴 내셔널스가 휴스턴 애스트로스를 6대 2로 꺾고 시리즈 전적 4승 3패로 1969년 창단 이후 50년만에 통산 1번째 우승을 달성하였다.
- 2020년 - 베를린 브란덴부르크 공항 개항.
- 2021년 - 쉐라톤 서울 디큐브시티가 10년 만에 폐업했다.
- 2024년 - 메이저 리그 베이스볼 월드 시리즈 5차전에서 LA 다저스가 뉴욕 양키스를 7대 6으로 꺾고 시리즈 전적 4승 1패로 2020년 이후 4년만에 통산 8번째 우승을 달성하였다.

## 탄생
- 1424년 - 폴란드의 왕 브와디스와프 3세. (~1444년)
- 1472년 - 명나라의 철학자 왕수인. (~?)
- 1524년 - 조선의 제11대 왕 중종과 후궁 숙의 이씨의 아들 덕양군. (~1581년)
- 1632년 - 네덜란드의 화가 요하네스 페르메이르. (~1675년)
- 1694년 - 조선의 제21대 국왕 영조. (~1776년)
- 1705년 - 제249대 로마의 교황 교황 클레멘스 14세. (~1774년)
- 1815년 - 독일의 수학자 카를 바이어슈트라스. (~1897년)
- 1835년 - 독일의 화학자 아돌프 폰 바이어. (~1917년)
- 1851년 - 스웨덴의 공주 스웨덴의 로비사 공주. (~1926년)
- 1861년 - 프랑스의 천문학자 모리스 아미. (~1936년)
- 1887년 - 중화민국의 정치가 장제스. (~1975년)
- 1903년 - 영국의 경제학자 조안 로빈슨. (~1983년)
- 1919년 - 영국의 교육철학자 리처드 스탠리 피터스. (~2011년)
- 1920년
  - 일본의 축구 선수 가노 다카시. (~2000년)
  - 독일의 축구 선수 프리츠 발터. (~2002년)
  - 그리스의 배우 멜리나 메르쿠리. (~1994년)
  - 스웨덴의 축구 선수 군나르 그렌. (~1991년)
- 1922년
  - 미국의 배우 바버라 벨 게디스. (~2005년)
  - 캄보디아의 국왕 노로돔 서이하누. (~2012년)
- 1927년 - 미국의 배우 리 그랜트.
- 1930년 - 미국의 우주비행사이자 시험 비행사 마이클 콜린스. (~2021년)
- 1935년
  - 영국의 경제지리학자 데이비드 하비.
  - 이집트의 정치인 무함마드 후사인 탄타위. (~2021년)
- 1936년 - 대한민국의 정치인 정재문.
- 1938년 - 대한민국의 정치인 박상천. (~2015년)
- 1945년 - 일본의 정치인 오타 세이이치. (~2024년)
- 1946년 - 영국 북아일랜드의 배우 스티븐 레이.
- 1950년
  - 일본의 역사학자 미즈노 나오키.
  - 이라크 출신의 영국 건축가 자하 하디드. (~2016년)
- 1951년 - 프랑스의 축구 선수, 축구 감독 프랑수아 브라시. (~2023년)
- 1952년 - 대한민국의 배우, 희극인 임하룡.
- 1953년 - 대한민국의 기업인 신창재.
- 1958년 - 프랑스의 사이클 선수 자니 롱고.
- 1959년 - 대한민국의 기업인, 전 준정부기관인 서종렬.
- 1960년
  - 프랑스의 영화 감독 아르노 데플레생.
  - 이란의 전 황태자 레자 팔라비.
- 1961년 - 미국의 영화 감독, 각본가 피터 잭슨.
- 1962년 - 일본의 양궁 선수 야마모토 히로시.
- 1963년
  - 브라질의 전 축구 선수, 현 축구 감독 둥가.
  - 미국의 배우 더멋 멀로니.
  - 미국의 배우 롭 슈나이더.
  - 영국의 싱어송라이터, 기타리스트 조니 마.
- 1964년 - 네덜란드의 전 축구 선수, 현 축구 감독 마르코 판 바스턴.
- 1967년 - 미국의 가수, 음악가 애덤 슐레진저. (~2020년)
- 1969년 - 대한민국의 건축 평론가, 기자 구본준. (~2014년)
- 1970년
  - 미국의 성우 놀런 노스.
  - 대한민국의 배우 이지연.
- 1973년
  - 일본의 레슬링 선수 나가타 가쓰히코.
- 1976년
  - 일본의 성우 코구레 에마.
  - 스페인의 축구 선수 구티.
  - 일본의 배우, 가수 야마모토 코지.
- 1978년
  - 대한민국의 전 야구 선수 장인규.
  - 대한민국의 방송인 대도서관.
  - 대한민국의 뮤지컬 배우 최인경.
  - 독일의 전 축구 선수 잉카 그링스.
  - 튀르키예의 레슬링 선수 메흐메트 외잘.
- 1979년 - 포르투갈의 전 축구 선수 시망 사브로자.
- 1981년 - 미국의 기타리스트 프랭크 아이에로.
- 1982년
  - 대한민국의 전직 스타크래프트 프로게이머, 방송인 홍진호.
  - 대한민국의 아나운서 조충현.
- 1983년
  - 대한민국의 자산가, 기업인 김동관.
  - 일본의 야구 선수 이와타 미노루.
  - 프랑스의 축구 선수 크리스토프 자예.
- 1984년
  - 대한민국의 배우 민지아.
  - 일본의 성우 아카바네 켄지.
  - 대한민국의 배우 장윤서.
- 1985년
  - 대한민국의 배우 신성민.
  - 대한민국의 모델 김다은.
  - 대한민국의 전 리그 오브 레전드 프로게이머 놀자.
- 1986년 - 대한민국의 작곡가, 가수 돌카스.
- 1987년
  - 대한민국의 성우 장미.
  - 대한민국의 가수, 뮤지컬 배우, 음악감독 프로듀서, 칼럼니스트, 기업인 휘.
  - 도미니카 공화국의 야구 선수 야마이코 나바로.
  - 대한민국의 성우 민아.
- 1988년
  - 대한민국의 배우 황승언.
  - 카자흐스탄의 농구 선수 안톤 포노마료프.
- 1989년 - 대한민국의 가수 신용재.
- 1990년
  - 대만의 배우, 가수, 모델 쉬광한.
  - 아르헨티나의 축구 선수 에밀리아노 살라. (~2019년)
- 1991년 - 대한민국의 배우,모델 변우석.
- 1992년
  - 대한민국의 쇼트트랙 선수 서이라.
  - 대한민국의 가수 이승협 (엔플라잉).
- 1993년
  - 영국의 배우 러티샤 라이트.
  - 대한민국의 가수 이다능.
- 1994년
  - 대한민국의 배우 김아영.
  - 베네수엘라의 야구 선수 마리오 산체스.
  - 오스트레일리아의 축구 선수 코너 채프먼.
- 1995년 - 대한민국의 가수 김지애.
- 1996년 - 대한민국의 가수 클루어드.
- 1997년
  - 대한민국의 가수 김새얀.
  - 대한민국의 가수 안나.
  - 잉글랜드의 축구 선수 마커스 래시퍼드.
  - 홍콩의 수영 선수 시본 호히.
- 1998년 - 대한민국의 쇼트트랙 선수 박장혁.
- 1999년 - 대한민국의 작곡가 민우석.
- 2000년 - 미국의 배우 밎 가수 윌로우 시미스.
- 2001년 - 일본의 아이돌 카나가와 사야.
- 2002년 - 스페인의 축구 선수 안수 파티.
- 2003년 - 일본의 체조 선수 오카 신노스케.
- 2005년
  - 스페인의 왕족 아스투리아스 여공 레오노르.
  - 일본의 아이돌 스가하라 사츠키.
- 2006년 - 대한민국의 배우 이다경.

### 미상
- 이탈리아 제노바의 탐험가 크리스토퍼 콜럼버스. (~1506년)

## 사망
- 1834년 - 미국의 화학자, 기업인 엘뢰테르 이레네 뒤퐁. (1771년~)
- 1879년 - 미국의 군인 조셉 후커. (1814년~)
- 1924년 - 프랑스의 작가 아나톨 프랑스. (1844년~)
- 1980년 - 체코의 소설가 얀 베리흐. (1905년~)
- 1993년
  - 미국의 배우 리버 피닉스. (1970년~)
  - 미국의 군인 에드윈 워커. (1909년~)
  - 이탈리아의 영화감독 페데리코 펠리니. (1920년~)
- 2006년
  - 대한민국의 축구 선수, 축구 감독 차경복. (1937년~)
  - 남아프리카 공화국의 정치인 피터르 빌럼 보타. (1916년~)
- 2009년
  - 대한민국의 정치인 이후락. (1924년~)
  - 프랑스의 인류학자 클로드 레비스트로스. (1908년~)
- 2011년 - 헝가리의 축구 선수 얼베르트 플로리안. (1941년~)
- 2018년 - 미국의 야구 선수 윌리 맥코비. (1938년~)
- 2020년
  - 대한민국의 정치인 정진길. (1931년~)
  - 스코틀랜드의 영화배우 숀 코너리. (1930년~)
  - 영국계 미국의 레퍼, 음악 프로듀서 MF DOOM. (1971년~)
- 2021년
  - 대한민국의 도예가 천한봉. (1933년~)
  - 홍콩의 영화배우 스톈. (1949년~)
- 2023년
  - 독일의 영화배우 엘마어 베퍼. (1944년~)
  - 일본의 정치인 야마모토 고이치. (1947년~)
  - 대한민국의 정치인 오광협. (1933년~)

## 기념일
- 종교개혁기념일
- 세계 저축의 날(World Savings Day)
- 할로윈
- 회계의 날 : 대한민국

## 기타
- 잊혀진 계절 : 대한민국의 가수 이용이 부른 노래

## 같이 보기
- 전날: 10월 30일 다음날: 11월 1일 - 전달: 9월 30일 다음달: 11월 30일
- 모두 보기